# Рёдель, Густав
Густав Рёдель (нем. Gustav Rödel; 24 октября 1915 — 6 февраля 1995) — немецкий пилот истребительных частей Люфтваффе Второй мировой войны, лётчик-ас. Во время службы совершил 980 боевых вылетов, принимал участие в воздушных боях на Восточном и Западном фронтах Второй мировой войны. Сбил 98 самолётов противника, в том числе им были уничтожены тринадцать 4-моторных бомбардировщика. Награждён Рыцарским крестом Железного креста с дубовыми листьями.
После окончания Второй мировой войны — бригадный генерал люфтваффе бундесвера ФРГ.

## Биография
Вступил в Люфтваффе в 1936 году в звании фендрика, прошёл подготовку лётчиков-истребителей. Добровольцем в составе легиона «Кондор» участвовал в Гражданской войне в Испании, действуя в истребительной J/88. По итогам компании награждён Испанским крестом в бронзе.
15 июля 1939 года лейтенант Рёдель присоединился к JG21. Он был назначен в состав 2./JG21. Лейтенант Рёдель участвовал во вторжении в Польшу. 1 сентября 1939 года одержал свою первую воздушную победу, сбив над Варшавой польский истребитель PZL P.24. В то же время, 7 сентября он вынужден был совершить вынужденную посадку в ходе вылета на штурмовку. Неясно, было ли это результатом огня с земли или вызвано отказом техники. Ределю удалось дотянуть на своей машине почти до границы, и ему удалось избежать обнаружения противником. На следующий день он вернулся в своё подразделение.
24 ноября 1939 года Рёдель был переведён в состав Штаба JG27, с которым участвовал в Бельгийской операции (1940) и Французской кампании, где одержал три новые победы. Летал ведомым Адольфа Галланда.
В июле 1940 года он был вновь переведён, на этот раз в 4./JG27, а с 7 сентября назначен командиром этой эскадрильи (нем. Staffelkapitän). К концу сентября 1940 года Рёдель записал на свой счёт 14 воздушных побед, большинство из которых было одержано в ходе битвы за Британию.
Вместе с II./JG27 принимал участие в Греческой операции, где одержал шесть побед, в том числе 3 греческих истребителя сбиты им 15 апреля 1941 года, а 20 апреля — 3 британских истребителя Hawker Hurricane.
После завершения Балканской кампании его часть была переведена на север, где он участвовал в первых боях операции «Барбаросса». Тогда же, 22 июня 1941 года, обер-лейтенант Рёдель был награждён Рыцарским крестом Железного креста за одержанные 20 воздушных побед. 25 июня 1941 года Рёдель одержал свою единственную воздушную победу в ходе вторжения в СССР, сбив советский лёгкий бомбардировщик ТУ СБ.
В июле 1941 года вместе с 4./JG27 был переведён в Северную Африку для поддержки немецкого Африканского корпуса. 4 декабря 1941 года Рёдель одержал свою 30-ю воздушную победу, сбив южноафриканский истребитель американского производства Curtiss P-40 около Бир-эль-Гоби.
20 мая 1942 года он стал командиром группы (нем. Gruppenkommandeur) II./JG27 и три дня спустя записал на свой счёт сороковую победу. 21 июля сбил четыре Hawker Hurricane. Во время сражения при Эль-Аламейне 9 октября 1942 года уничтожил 3 истребителя США Bell P-39 Airacobra и, таким образом, достиг 60 воздушных побед.
В октябре 1942 года Рёдель одержал 13 воздушных побед, а 1 ноября довёл счёт до 73-х побед.

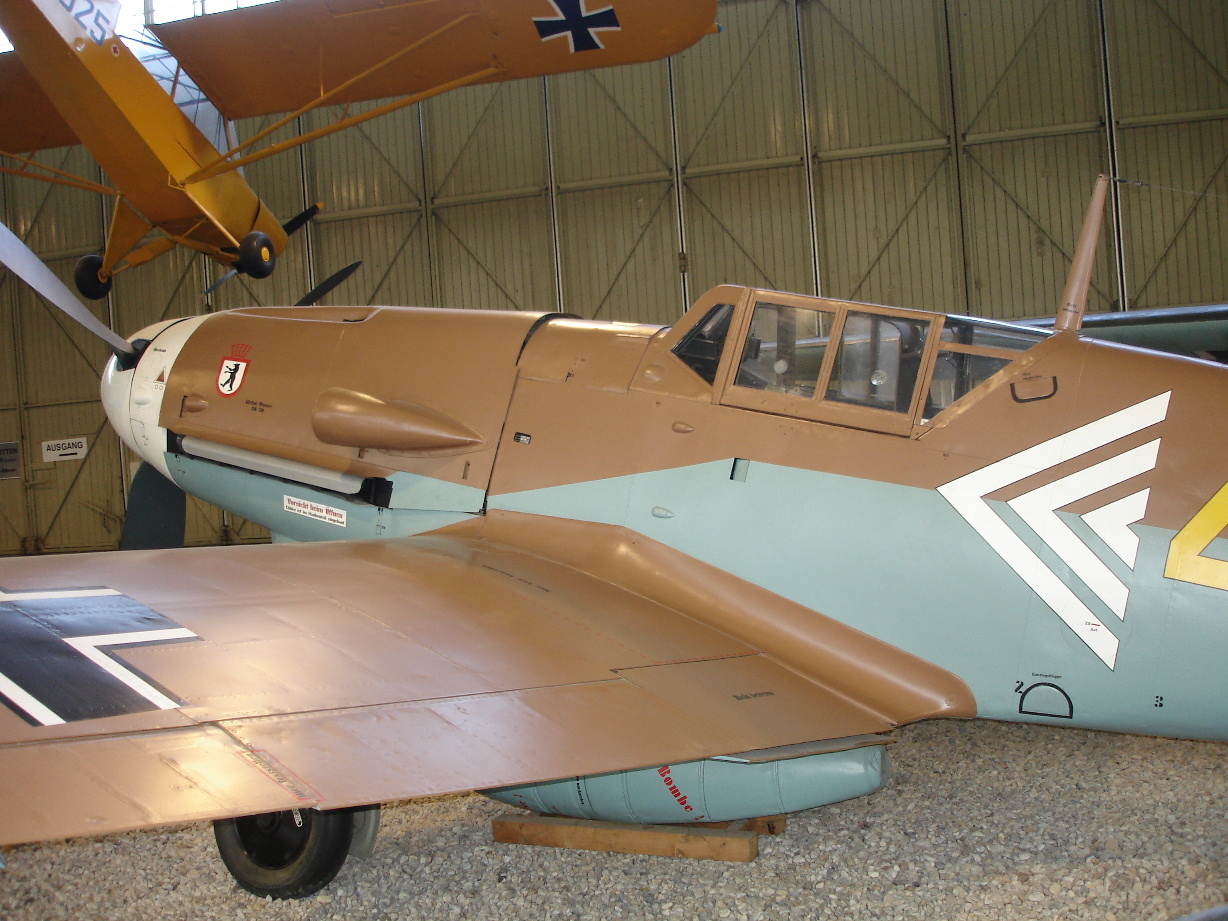
Копия Messerschmitt Bf.109 с маркировкой Густава Рёделя в берлинском Luftwaffenmuseum

22 апреля 1943 года он был назначен коммодором JG27, а в мае участвовал в боях за Сицилию и Грецию. 22 мая одержал три новых победы, доведших его счёт до 78 побед. 20 июня 1943 года майор Рёдель был награждён дубовыми листьями к Рыцарскому кресту (Nr.255).
4 октября 1943 года одержал свою 80-ю воздушную победу. В конце того же месяца был переведён обратно в Германию со своим подразделением для защиты Рейха. В ходе сражений довёл счёт побед до 93, среди сбитых им было несколько американских 4-моторных бомбардировщика.
В июне 1944 года, командуя своим подразделением во время операции «Оверлорд», на севере Франции 29 июня сбил 3 американских истребителя-бомбардировщика Republic P-47 Thunderbolt. Последнюю победу одержал 5 июля 1944 года сбив двухмоторный Lockheed P-38 Lightning над Францией.
После окончания Второй мировой войны в 1957 году Рёдель вступил в люфтваффе бундесвера ФРГ. Вышел в отставку в 1971 году в звании бригадного генерала.